# 콩고 축구 협회 연맹
콩고 축구 협회 연맹(프랑스어: Fédération Congolaise de Football-Association, FECOFA)은 콩고 민주 공화국에서 축구를 관리하는 단체로 1919년에 설립되었으며 1964년 FIFA, 1964년 CAF에 가입되어 있으며, 국가 축구 리그인 리나푸트와 국가대표팀을 조직하고 있다.
이 단체는 이전에 자이르 축구 협회 연맹(프랑스어: Fédération Zaïroise de Football Association, FEZAFA)으로 명명되었고, 그 국가는 자이르로 알려졌다.
2021년 9월, 재정총감리소는 공금 횡령 시도가 실패했다고 주장했다. 콩고 축구 협회인 페코파는 부정하게 취득한 약 100만 달러를 반환해야 했다. 이 금액은 처음에 스포츠 행사 조직에 할당되었다.
스캔들로 얼룩진 2023년 4월 25일 FIFA 평의회는 FECOFA의 일상 업무를 운영할 정상화 위원회를 임명하기로 결정했다.